# Генрі Елленбергер
Генрі Фредерік Елленбергер (англ. Henri Frédéric Ellenberger; народився 6 листопада 1905 у Налоло, Баротселенд, Родезія — помер 1 травня 1993 у Квебеку, Канада) — канадський психіатр, медичний історик і кримінолог, іноді вважається засновником історіографії психіатрії. Елленбергер насамперед відомий завдяки своїй праці Відкриття Несвідомого (англ. The Discovery of the Unconscious), енциклопедичним дослідженням історії динамічної психіатрії, опублікованим у 1970 році.

## Життя
Генрі Ф. Елленбергер народився у сім'ї швейцарців в британській колонії Родезії, де провів дитинство. Пізніше був натуралізований як житель Франції і отримав ступінь бакалавра в Страсбурзі, в 1924 році.
Він вивчав медицину і психіатрії в Парижі. Був студентом професора Анрі Барука, який видав йому докторський ступінь 1934 року, коли працював у відомому госпіталі Святої Анни, поруч з відомим сучасником Жаком Лаканом (чию схильність до самореклами він рано помітив).
Після становлення Віші, Елленбергер мігрує до Швейцарії у 1941. Тут він проходив навчальний аналіз Оскара Пфістера 1949—1952 рр., після чого став членом Швейцарського психоаналітичного товариства.
В 1953 році, кардинально змінивши свою кар'єру, Елленбергер став лектором в Менінгерській клініці в Топіці (Канзас). В кінці 1958, Елленбергер покидає Топіку. Він отримує посаду наукового співробітника в Відділі соціальної та транскультурної психіатрії Університету Макгілла в Монреалі. Пізніше, 1962, він стає професором кримінології в Монреальському університеті, в Канаді. Там йому треба було провести новаторську роботу по віктимології, досліджуючи психодинаміку між злочинцем та жертвою.

## Публікації та нагороди
Елленбергер насамперед відомий своєю працею Відкриття Несвідомого (англ. The Discovery of the Unconscious), енциклопедичним дослідженням історії динамічної психіатрії, опублікованим у 1970 році. У цій праці простежуються джерела психоаналізу і психотерапії, починаючи з 18 століття, відколи католицький священник Йоган Йозеф Гаснер намагався вилікувати хвороби за допомогою екзорцизму, до дослідників гіпнозу Франца Месмера і Маркіза де П'юсегюра, невролога XIX ст. Жана-Мартена Шарко і головних фігур психоаналізу XX ст. Зигмунда Фрейда, Альфреда Адлера й Карла Густава Юнга.
Робін Скіннер високо оцінив зрозумілість викладення ідей великих діячів двадцятого століття в їх соціально-історичному контексті. Розповідь Елленбергера о П'єрі Жане також було відмічене особливо, А Ентоні Стівенс використовував його концепцію «творчої хвороби» у своїй розповіді про Юнга.
Гей також виділив для згадки статтю Елленбергера 1972 року про Анну О, яка, на думку Гея, «переконливо виправляє невірне прочитання Джонса і невірні спогади Фрейда про цей випадок». Проте це була лише одна з приблизно тридцяти п'яти історичних статей, які Елленбергер опублікував як до, так і після свого великого синапса.
Паризький Ресурсний центр Генрі Елленбергера був названий на його честь. За своє життя він отримав безліч нагород, в тому числі Золоту медаль премії Беккаріа в 1970, і медаллю Джейсона А. Ханни Королівського товариства Канади.

## Характеристика
Елленбергера характеризують як одного з міждисциплінарних незалежних представників психіатричної думки середини 20 століття. Його унікальний кар'єрний шлях незалежний, хоч і помірний, фрейдистський ревізіонізм зробив його часом ізольованою фігурою, особливо через зв'язки з біологічним поворотом в психіатрії кінця двадцятого століття. Однак його віра в центральне значення реальності несвідомого ніколи не слабшала, навіть з гасінням його мрії про синтез, він «відповідав би суворим вимогам експериментальної психології та психологічним реаліям, пережитим дослідниками несвідомого».
З 1956—1959 роки Елленбергер починає викладати історію психіатрії в Фонді Менінгера (де Джордж Деверо вже читав лекції по психоаналізу та антропології). Досвід вигнання зіграв ключову роль в поясненого інтересу Елленбергера в історії.

## Критика
Елленбергера критикували за те, що він моделює свою картину походження психіатрії в зіткненні епохи. Просвіти с демонологією — в тріумфі просвіченого розуму над сліпотою віри.

## Роботи
- The Discovery of the Unconscious: The History and Evolution of Dynamic Psychiatry. New York: Basic Books. Hardcover edition: 1970, ISBN 0-465-01672-3. Paperback edition: 1981, ISBN 0-465-01673-1.
- Beyond the Unconscious: Essays of Henri F. Ellenberger in the History of Psychiatry (Princeton, 1993) ed. Mark S. Micale
- Doctors of the Soul (1995), ed. Elisabeth Roudinesco
- Rollo May, Ernest Angel, and Henri F. Ellenberger eds., Existence: A New Dimension in Psychiatry and Psychology (1958)
- Henri Ellenberger, «Dynamic Psychiatry: An Introduction. Lecture at the Menninger School of Psychiatry on August 22, 1956, Topeka, Kansas», ed. Emmanuel Delille, Zinbun (Kyoto University 2016), 47, p. 125—128.